# Sematophyllum fragilirostrum
Sematophyllum fragilirostrum är en bladmossart som beskrevs av Mitten 1869. Sematophyllum fragilirostrum ingår i släktet Sematophyllum och familjen Sematophyllaceae. Inga underarter finns listade i Catalogue of Life.